# NK Zrinski Vinogradci
NK Zrinski je nogometni klub iz Vinogradaca, naselja u sastavu grada Belišća u Osječko-baranjskoj županiji.
NK Zrinski je član Nogometnog središta Valpovo te Županijskog nogometnog saveza Osječko-baranjske županije.
U klubu treniraju trenutačno i natječu se samo seniori u sklopu 3. ŽNL Osječko-baranjske Lige NS Valpovo. Klub je osnovan 1947.

## Uspjesi kluba
2009./10.- prvak 3. ŽNL Liga NS Valpovo.

## Vanjska poveznice
- Službene stranice grada Belišća